# Patù
Patù (Pàtu in dialetto salentino) è un comune italiano di 1 645 abitanti della provincia di Lecce in Puglia.
Situato nel basso Salento, all'estremità meridionale del Capo di Leuca, fa parte dell'Unione dei comuni Terra di Leuca. Sorge presso l'antica città messapica di Veretum e conserva i resti della notevole costruzione megalitica delle Centopietre.  Dal 2004 si fregia del titolo di città e nel 2016 entra a far parte dell'associazione Borghi Autentici d'Italia. 

## Geografia fisica

### Territorio
Patù sorge nell'estremo lembo meridionale della penisola salentina su un declivio tufaceo digradante verso sud-ovest a 124 metri sul livello del mare. Il comune occupa una superficie di 8,54 km² e risulta compreso tra gli 0 e i 155 m s.l.m. Si affaccia sul mare Ionio per circa 3 km con le località di Felloniche e Torre San Gregorio. L'intero territorio comunale è sottoposto a vincolo paesaggistico per la composizione naturale caratterizzata da macchia mediterranea ed essenze locali e per la presenza di antichi monumenti dall'inestimabile valore estetico e tradizionale come le pajare. Importante è la presenza di flora tipica del luogo come l'Alisso di Leuca, il timo, il mirto e varie specie di orchidee selvatiche.
Il territorio comunale confina a nord e a est con il comune di Castrignano del Capo, a ovest con il comune di Morciano di Leuca, a sud con il mare Ionio.
- Classificazione sismica: zona 4 (sismicità molto bassa), Ordinanza PCM n. 3274 del 20/03/2003

### Clima
Dal punto di vista meteorologico Patù rientra nel territorio del basso Salento che presenta un clima prettamente mediterraneo, con inverni miti ed estati caldo umide. In base alle medie di riferimento, la temperatura media del mese più freddo, gennaio, si attesta attorno ai +16,8 °C, mentre quella dei mesi più caldi, agosto e settembre, si aggira sui +28,5 °C. Le precipitazioni medie annue, che si aggirano intorno ai 321mm.
Facendo riferimento alla ventosità, i comuni del basso Salento risentono debolmente delle correnti occidentali grazie alla protezione determinata dalle serre salentine che creano un sistema a scudo. Al contrario le correnti autunnali e invernali da Sud-Est, favoriscono in parte l'incremento delle precipitazioni, in questo periodo, rispetto al resto della penisola.
| Salve                      | Mesi | Mesi | Mesi | Mesi | Mesi | Mesi | Mesi | Mesi | Mesi | Mesi | Mesi | Mesi | Stagioni | Stagioni | Stagioni | Stagioni | Anno |
| Salve                      | Gen  | Feb  | Mar  | Apr  | Mag  | Giu  | Lug  | Ago  | Set  | Ott  | Nov  | Dic  | Inv      | Pri      | Est      | Aut      | Anno |
| -------------------------- | ---- | ---- | ---- | ---- | ---- | ---- | ---- | ---- | ---- | ---- | ---- | ---- | -------- | -------- | -------- | -------- | ---- |
| T. max. media (°C)         | 18,6 | 21,4 | 23,1 | 25,7 | 29,8 | 32,2 | 33,6 | 33,6 | 33,1 | 26,7 | 23,0 | 19,2 | 19,7     | 26,2     | 33,1     | 27,6     | 26,7 |
| T. min. media (°C)         | 15,2 | 17,0 | 20,2 | 21,4 | 21,7 | 21,9 | 22,7 | 23,1 | 23,0 | 21,1 | 18,1 | 16,0 | 16,1     | 21,1     | 22,6     | 20,7     | 20,1 |
| Precipitazioni (mm)        | 36   | 34   | 32   | 27   | 21   | 17   | 17   | 14   | 26   | 34   | 31   | 32   | 102      | 80       | 48       | 91       | 321  |
| Umidità relativa media (%) | 79,0 | 78,9 | 78,6 | 77,8 | 75,7 | 71,1 | 68,4 | 70,2 | 75,4 | 79,3 | 80,8 | 80,4 | 79,4     | 77,4     | 69,9     | 78,5     | 76,3 |

- Classificazione climatica di Patù:[8]
  - Zona climatica: C
  - Gradi giorno: 1097

## Origini del nome
Si presume che il nome derivi dal termine greco pathos (patimento – dolore), in quanto ricorderebbe le sofferenze della città di Vereto (Veretum), dalla cui distruzione ad opera dei saraceni deriva la nascita del paese. Secondo altre ipotesi, essendo un granaio dove i veretini riponevano le vettovaglie, ebbe il nome del custode: Verduro Pato. Poi, per influenza della dominazione francese, Pato divenne Patù.

## Storia
Il territorio di Patù è stato abitato sin dall'antichità; ha ospitato l'importante città messapica di Vereto distrutta dai Saraceni nel IX secolo d.C. con lo scopo di guadagnare un punto di riferimento nel Capo di Leuca e invadere così l'intera penisola salentina. L'invasione saracena venne tuttavia sventata dall'imponente esercito mandato dal re di Francia Carlo il Calvo durante la battaglia del 24 giugno 877. Dalle rovine del centro messapico ebbe origine l'agglomerato urbano di Patù fondato, secondo la tradizione, nel 924 da alcuni superstiti veretini che si spostarono più a valle. A ricordo della vittoria sui Saraceni venne edificata la chiesa di San Giovanni Battista, la cui memoria liturgica ricorre proprio il 24 giugno.
Durante il periodo feudale si avvicendarono varie famiglie: nel 1318 erano feudatari i Sambiasi; ad essi succedettero i Capece e i De Electis. Contemporaneamente appartenne alla curia vescovile di Alessano e al principe d'Aragona di Cassano, passò poi ai Guarino ed infine ai Granafei.

### Simboli
Lo stemma e il gonfalone sono stati concessi con decreto del presidente della Repubblica n. 3350 del 16 aprile 1991.
Descrizione araldica dello stemma:
(D.P.R. del 16 aprile 1991)
Descrizione araldica del gonfalone:

## Monumenti e luoghi d'interesse

### Architetture religiose

#### Chiesa madre di San Michele Arcangelo

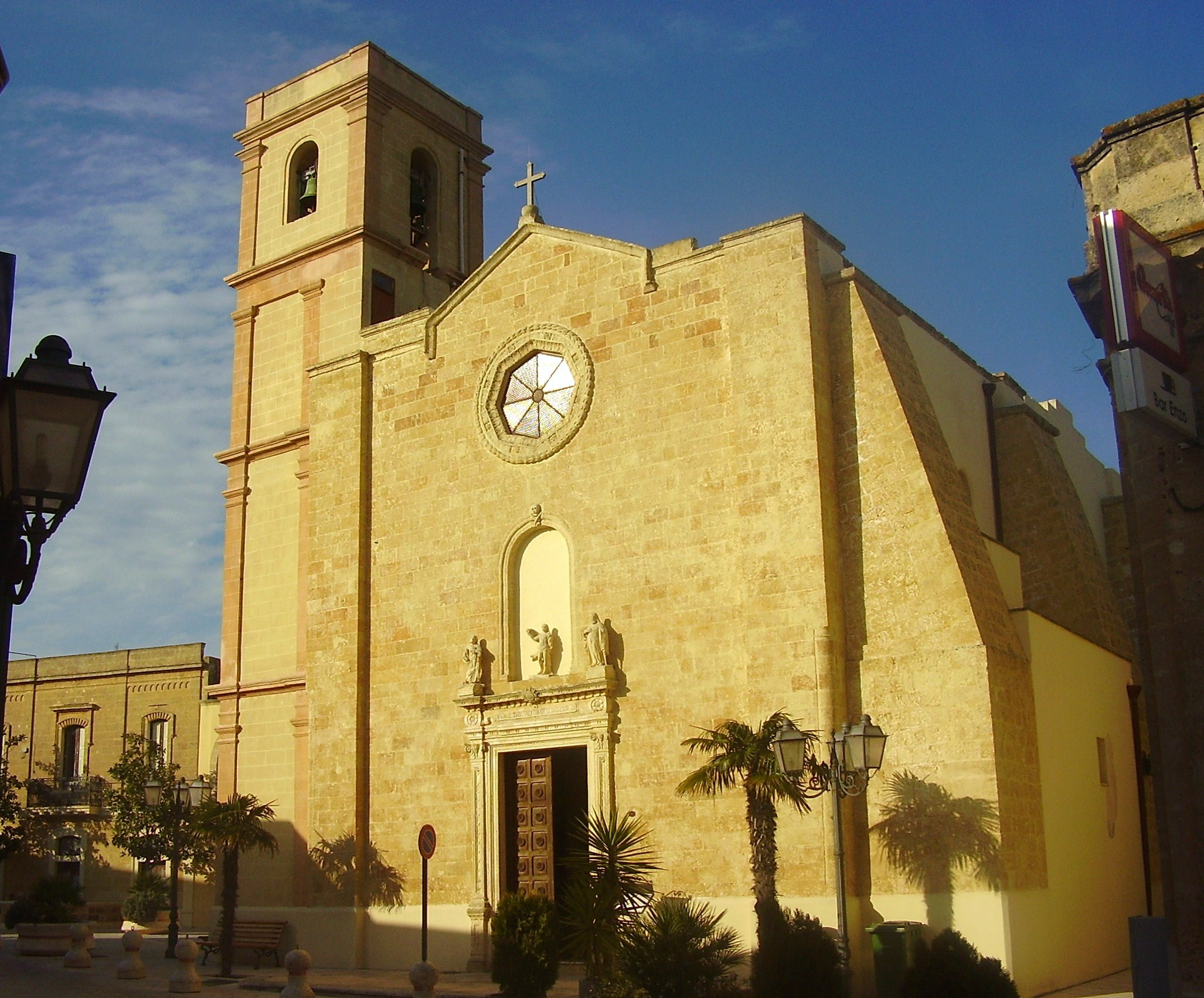
Chiesa madre

La chiesa madre di San Michele Arcangelo venne eretta nel 1564 su progetto dell'architetto neretino Francesco Centolanze. Il prospetto tardo-rinascimentale, inquadrato da due robuste paraste, è costituito da un rosone posto in asse col portale d'ingresso su cui è riportata la discussa iscrizione Terribilis est locus iste, talvolta considerata di origine esoterica. L'interno è a navata unica con altare maggiore e quattro altari laterali dedicati a san Michele Arcangelo, a san Francesco d'Assisi, alla Madonna del Rosario e alla Madonna del Carmine. Alla destra dell'altare maggiore è posta una statua lignea di san Michele. Del 1723 è l'organo a 25 canne posto sulla cantoria, situata sopra la porta d'ingresso. Il campanile, a pianta quadrata, fu ricostruito nel 1940 in adiacenza al prospetto principale della chiesa.
Accoglie cinque campane, di cui la più antica è datata 1752.

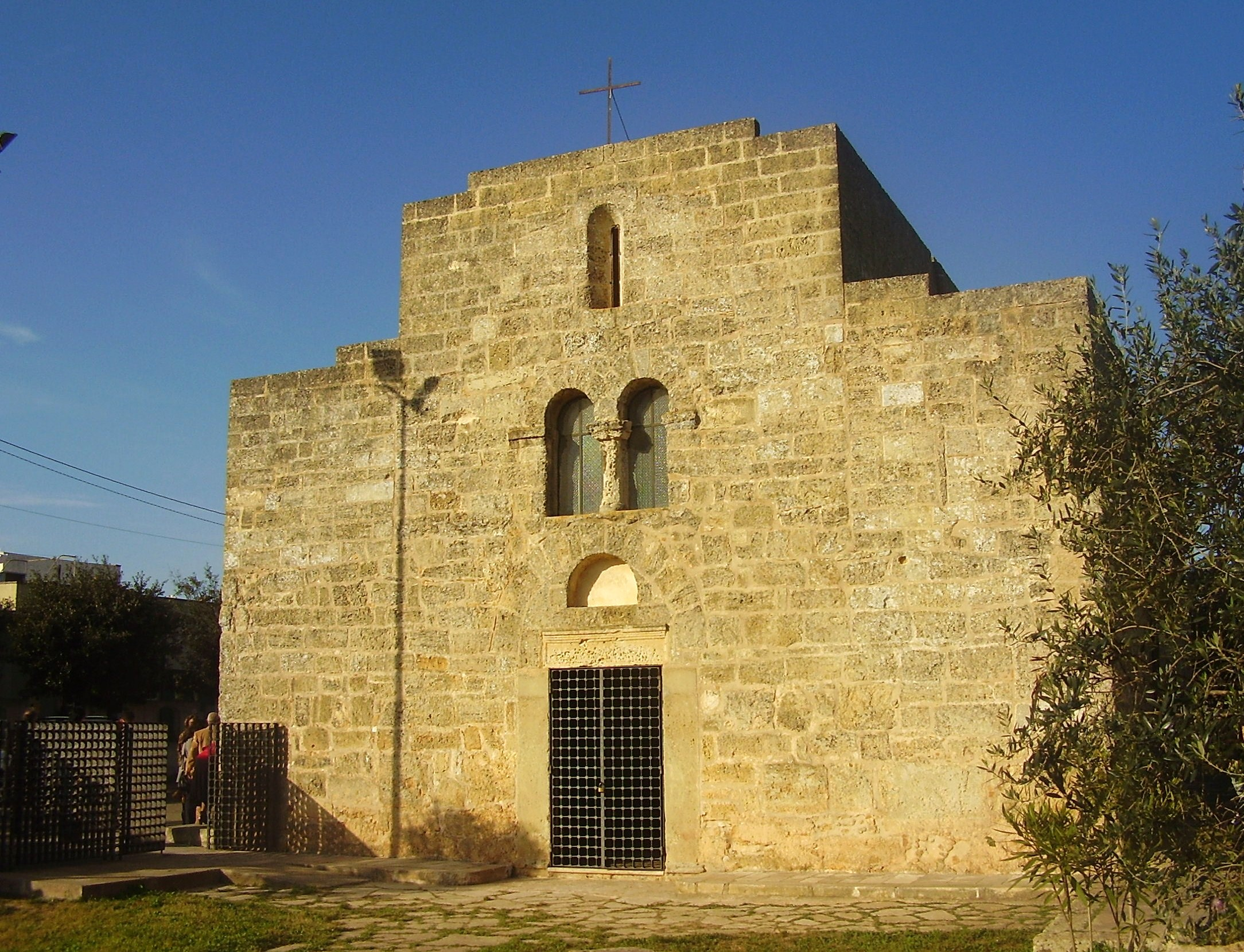
Chiesa di San Giovanni Battista

#### Chiesa di San Giovanni Battista
L'edificio nella sua struttura architettonica rispecchia lo stile romanico-bizantino. L'interno è a tre navate divise da pilastri, con il tetto a spioventi. Sul frontone troneggia una bifora, mentre sull'abside vi è un rosone. Questo monumento, edificato tra il X e l'XI secolo con lastroni provenienti da edifici dell'antica città di Vereto, custodisce nel suo interno alcune testimonianze monumentali e calcaree di questa città.
L'episodio immortalato della costruzione di tale chiesa, per unanime consenso, si riferisce alla terribile battaglia combattuta tra cristiani e saraceni il 24 giugno dell'877 d.C. alla periferia di Patù, nella vasta piana denominata ancora oggi Campo Re ai piedi di Vereto. L'edificio è stato più volte restaurato nel corso dei secoli. Bisogna riconoscere nella chiesa almeno tre fasi; alla prima fase appartengono oltre che l'impianto essenziale, la bifora e l'arco a tutto sesto della facciata principale. La copertura attuale fu realizzata nel primo decennio del Novecento. Degli antichi affreschi rimane un San Giovanni Battista. Ha svolto anche la funzione di cimitero comunale. 

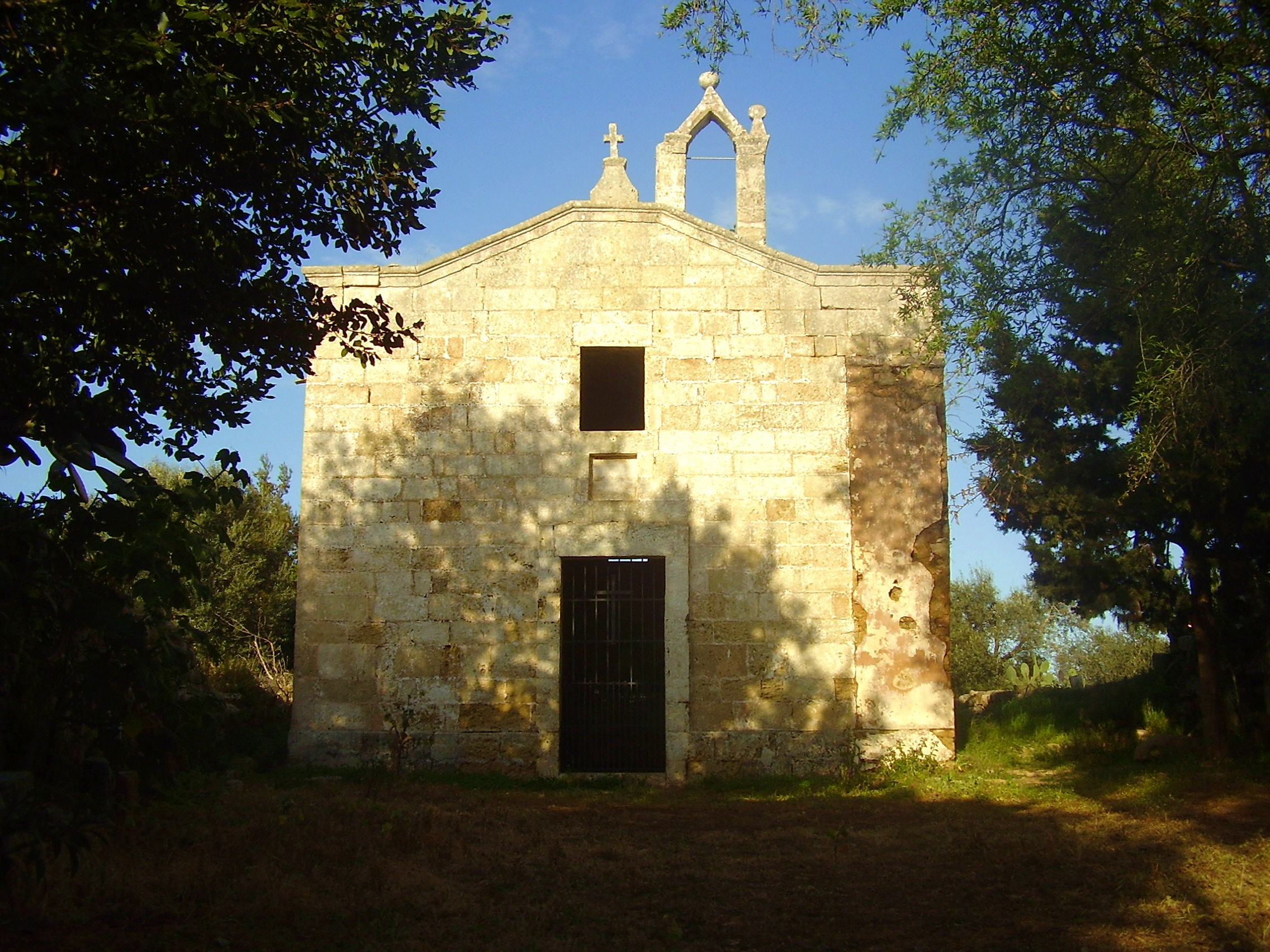
Chiesa della Madonna di Vereto

#### Chiesa della Madonna di Vereto
La chiesa della Madonna di Vereto venne edificata agli inizi del XVII secolo dal Principe Zunica, Signore di Alessano. Sorge nel punto più alto della Serra di Vereto corrispondente all'acropoli della città messapica. La chiesa presenta una semplice facciata; gli unici elementi decorativi sono rappresentati da una croce e dal piccolo campanile a vela posti sulla sommità. L'interno, a navata unica rettangolare, conserva le tracce degli affreschi seicenteschi che ricoprivano interamente le pareti. Interessante è l'iconografia di san Paolo raffigurato con una spada intorno alla quale sono attorcigliati due serpenti; ai piedi del santo vi è uno scorpione sormontato da due serpenti intrecciati a forma di caduceo.

#### Cripta di Sant'Elia
La cripta di Sant'Elia, anticamente nota come cripta dei Verginelli, risale ai secoli VIII-IX e venne realizzata dai monaci basiliani. Posizionata fuori dal centro abitato, nel recinto di pertinenza di un calzaturificio dismesso, la cripta si presenta con un ingresso costituito da un varco scavato nella roccia. Mediante tre scalini si accede nell'ipogeo a pianta quadrilatera irregolare sulla cui parete nord-orientale è stato ricavato l'altare. Tra le deboli tracce di affreschi ancora visibili si distingue una figura di un santo benedicente che regge nella mano sinistra un libro con scritte greche e, in prossimità dell'architrave, una figura velata e circondata di angeli che potrebbe raffigurare la Vergine Maria.

### Architetture civili
- Palazzo Romano, primi decenni del XIX secolo

### Architetture militari
- Torre del Fortino. È l'ultimo dei quattro torrioni angolari del castello quattrocentesco di Patù andato totalmente distrutto.
- Torre San Gregorio. Nulla rimane della torre che ha dato il nome all'omonima località. Costruita nel XVI secolo, fu distrutta da un'invasione dei turchi nello stesso periodo. Originariamente il nome della torre era San Ligorio.

### Siti archeologici

#### Vereto
Vereto è un'antica città messapica situata a poca distanza dal centro abitato. Situata sull'omonima collina, fu un importante centro per il commercio, sia con la Grecia che con la Magna Grecia. A tale proposito, i cittadini di Vereto costruirono un porto nella vicina baia di San Gregorio i cui resti possono essere visibili sul fondo del mare. Divenne municipio romano e poi fu rasa al suolo nel IX secolo ad opera dei Saraceni. Di tale centro rimangono alcune testimonianze monumentali come le fondamenta delle mura che cingevano la città, diverse sepolture, ecc..
Tutti gli studiosi concordano che il sito occupato attualmente dalla chiesetta della Madonna di Vereto, fosse il centro, l'acropoli, sia della Vereto messapica, che quello della Vereto romana e medievale.

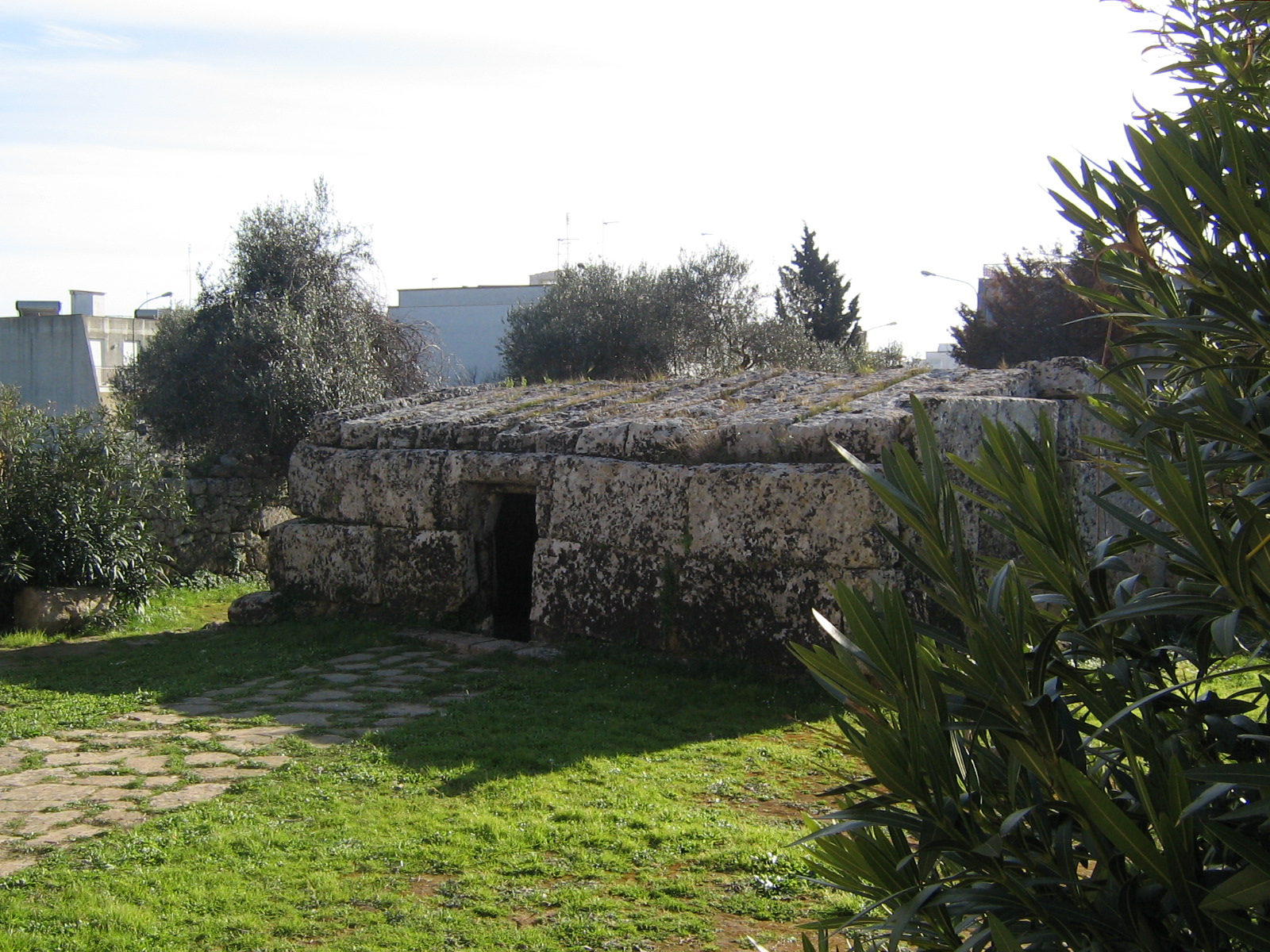
Centopietre

#### Centopietre
Centopietre è un antico monumento funerario dichiarato Monumento nazionale di seconda classe nel 1873. Databile al IX secolo, venne edificato come mausoleo sepolcrale del cavaliere Geminiano, messaggero di pace trucidato dai saraceni subito prima della battaglia finale tra cristiani e islamici del 24 giugno 877.
La struttura, di forma rettangolare, è costruita con 100 blocchi di roccia calcarea provenienti dalla città messapica di Vereto. All'interno presenta diversi strati sovrapposti di affreschi a soggetto sacro risalenti al XIV secolo.

## Società

### Evoluzione demografica
Abitanti censiti

### Etnie e minoranze straniere
Al 31 dicembre 2017 a Patù risultano residenti 71 cittadini stranieri.

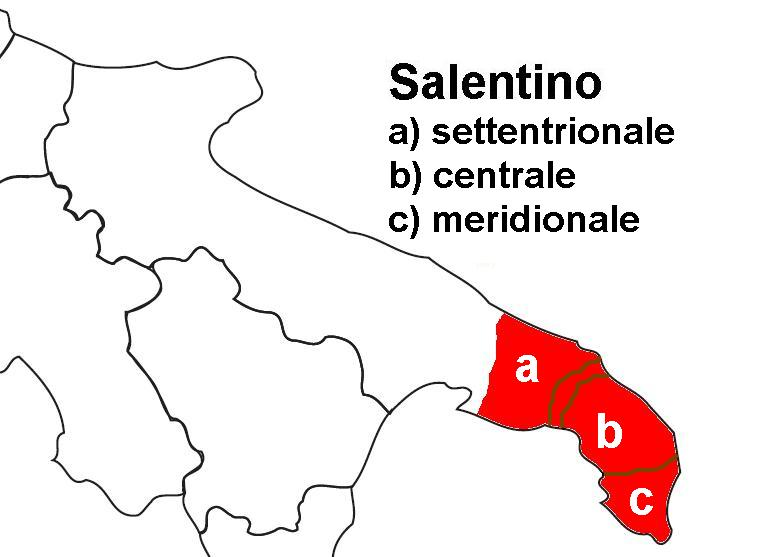
Diffusione del dialetto salentino

### Lingue e dialetti
Il dialetto parlato a Patù è il dialetto salentino nella sua variante meridionale. Il dialetto salentino, appartenente alla famiglia delle lingue romanze e classificato nel gruppo meridionale estremo, si presenta carico di influenze riconducibili alle dominazioni e ai popoli stabilitisi in questi territori nei secoli: messapi, greci, romani, bizantini, longobardi, normanni, albanesi, francesi, spagnoli.

## Cultura

### Istruzione

#### Scuole
A Patù hanno sede una scuola dell'infanzia, una scuola primaria e una scuola secondaria di I grado.

### Eventi
- Fiera di San Giovanni Battista – 24 giugno
- Sagra dei Piatti Tipici – 18 luglio
- Festa di San Michele Arcangelo – 29 settembre

## Geografia antropica

### Frazioni

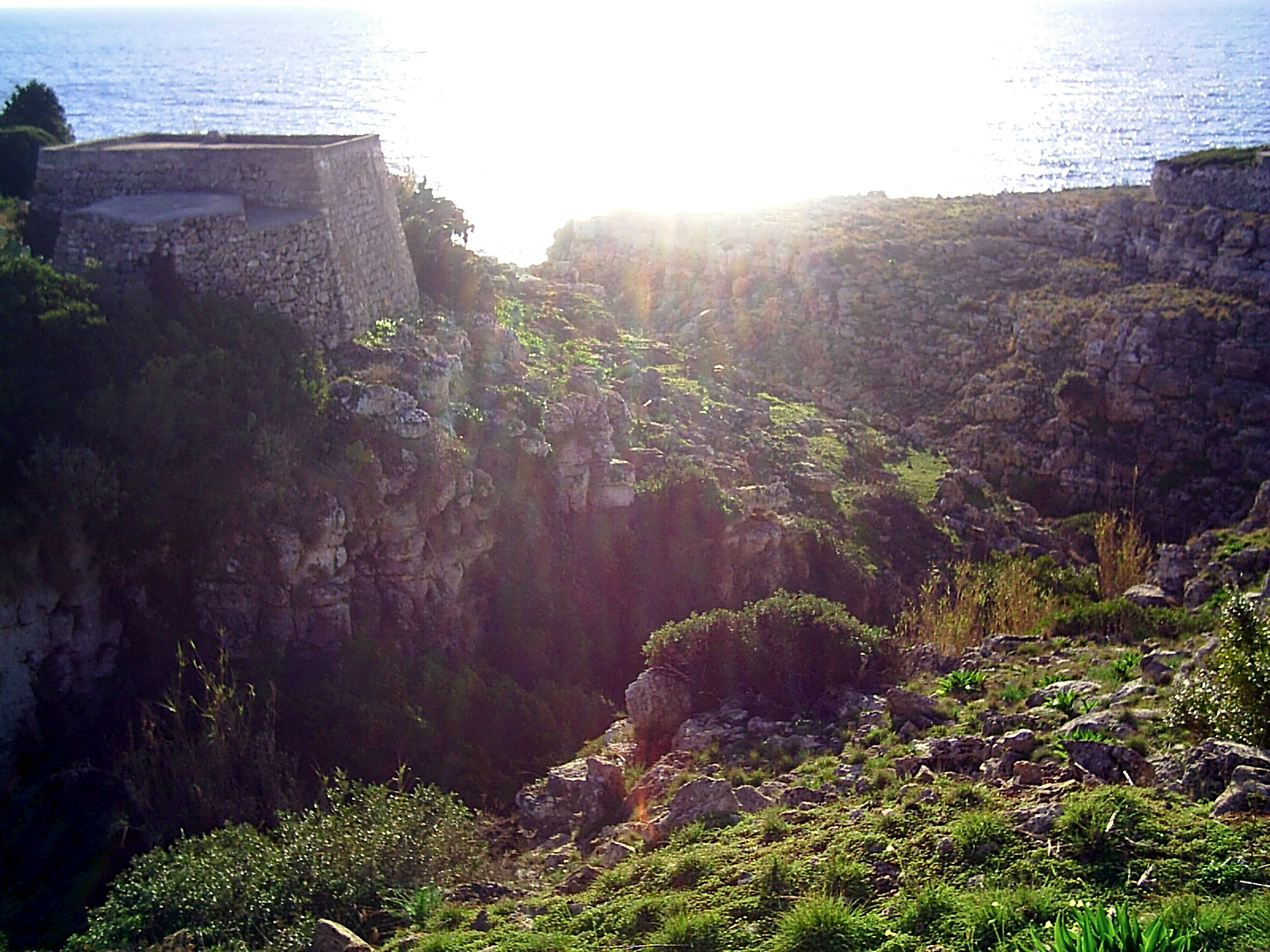
Insenatura tra Leuca e Felloniche

- Marina di San Gregorio è una frazione del comune e centro balneare dello stesso. Ospita resti visibili della città di Vereto, come una scalinata di origine messapica, un pozzo per il rifornimento di acqua fresca e un porto ancora visibile a pochi metri di profondità, situato sulla punta dell'insenatura.
- Felloniche è una località costiera situata nell'estremo sud del territorio di Patù al confine col comune di Castrignano del Capo. Distante circa 3 km da Santa Maria di Leuca, si presenta con una baia sabbiosa delimitata da una bassa costa rocciosa. Nel mare antistante, è presente un vasto posidonieto il cui habitat naturale è tutelato in quanto interesse comunitario.

## Economia
L'economia di Patù è basata principalmente sull'agricoltura e piccole imprese commerciali. Considerevole è la produzione di olio extravergine d'oliva. Lungo la costa è sviluppato il turismo balneare.

## Infrastrutture e trasporti

### Strade
I collegamenti stradali principali sono rappresentati da:
- Strada statale 101 Salentina di Gallipoli (Lecce-Gallipoli)
- Strada statale 274 Salentina Meridionale (Gallipoli-Santa Maria di Leuca), uscità Patù.

Il centro è anche raggiungibile dalle strade provinciali interne:
- Strada provinciale Patù-Gagliano del Capo
- Strada provinciale Torre San Gregorio-Patù-Giuliano di Lecce
- Strada provinciale Patù-Morciano di Leuca-Salve

### Ferrovie
La stazione ferroviaria più vicina è quella di Barbarano del Capo posta sulla linea locale Novoli-Gagliano del Capo gestita da Ferrovie del Sud Est.

## Amministrazione
Di seguito è presentata una tabella relativa alle amministrazioni che si sono succedute in questo comune.
| Periodo        | Periodo        | Primo cittadino              | Partito                                                        | Carica  | Note   |
| -------------- | -------------- | ---------------------------- | -------------------------------------------------------------- | ------- | ------ |
| 17 giugno 1988 | 7 giugno 1993  | Ernesto Abaterusso           | Partito Comunista Italiano, Partito Democratico della Sinistra | Sindaco | [ 12 ] |
| 7 giugno 1993  | 28 aprile 1997 | Ernesto Abaterusso           | Partito Democratico della Sinistra                             | Sindaco | [ 12 ] |
| 28 aprile 1997 | 14 maggio 2001 | Luigi Puce                   | L'Ulivo                                                        | Sindaco | [ 12 ] |
| 15 maggio 2001 | 30 maggio 2006 | Angelo Giuseppe Anni Galante | centro-destra                                                  | Sindaco | [ 12 ] |
| 30 maggio 2006 | 16 maggio 2011 | Angelo Galante               | lista civica                                                   | Sindaco | [ 12 ] |
| 16 maggio 2011 | in carica      | Francesco De Nuccio          | lista civica Centopietre                                       | Sindaco | [ 12 ] |